# Der Roboter, der gerne Quatsch erzählte
Der Roboter, der gerne Quatsch erzählte (chinesisch 愛吹牛的機器人 / 爱吹牛的机器人, Pinyin Ài chuīniú de jīqìrén) ist eine Science-Fiction-Kurzgeschichte des chinesischen Schriftstellers Fei Dao, zuerst veröffentlicht in ZUI Found (文艺风赏·天才) im November 2014. Eine deutsche Übersetzung von Karin Betz erschien am 9. März 2020 in der Anthologie Zerbrochene Sterne, herausgegeben vom Heyne Verlag.

## Handlung
Es war einmal ein König, der immerzu rechtschaffen war und stets die Wahrheit sagte, aber dessen Sohn ein angeberisches Großmaul war. Erst nach der Thronbesteigung beginnt dieser, sich um seinen Ruf zu sorgen und lässt daher einen Roboter bauen, welcher im Reich herumreisen und noch viel größeren Quatsch erzählen sollte. Der Roboter erfüllt seine Aufgabe einwandfrei, denkt sich haarsträubende Abenteuer aus und verbreitet äußerst kuriose Behauptungen, wie etwa, dass es überhaupt nicht stimmen könne, dass niemand das Reich des Todes verlassen könne, da der Tod selbst es tue, oder dass alle Menschen ihre eigenen Zwillinge seien. Die Kurzgeschichte endet mit dem Gedanken, dass Erwachsene nie ihre Kinder ernst nahmen, wenn diese ihnen Quatsch erzählten. Der Roboter meint jedoch, gerne weiterhin behilflich zu sein, solange ihm zugehört würde und die Leute sich unterhalten fühlten und lachen würden.

## Kritik
Gary K. Wolfe schreibt im Locus Magazine, dass die vehemente Verteidigung des Schwachsinns in der Geschichte zugleich eine Verteidigung des kreativen Schreibens im Allgemeinen ist, was nebenbei auch den Essayisten in den abschließenden Textpassagen von Zerbrochene Sterne im Kopf herumzugehen scheint. („The story’s ringing defense of bullshit is by extension a defense of imaginative writing in general – something that also seems to be on the minds of the essayists in the book’s concluding selections.“)
Anjie Zheng schreibt in Words Without Borders, keinen Sinn in der Kurzgeschichte erkannt zu haben. („I also couldn’t make sense of the story of a robot.“)